# خورخي مويا
خورخي مويا هو لاعب كرة قدم برازيلي في مركز الهجوم، ولد في 22 يناير 1987 في ساو باولو في البرازيل. لعب مع نادي نوروستي الرياضي.